# 波利娜·科阿塔尼亚
波利娜·科阿塔尼亚（法語：Pauline Coatanea，1993年7月6日—），法国女子手球运动员。她曾代表法国国家队参加2020年夏季奥林匹克运动会女子手球比赛，获得一枚金牌。